# Gonomyia gilvipennis
Gonomyia gilvipennis är en tvåvingeart som beskrevs av Alexander 1928. Gonomyia gilvipennis ingår i släktet Gonomyia och familjen småharkrankar. Inga underarter finns listade i Catalogue of Life.